# Zaborczyny
Zaborczyny – przysiółek wsi Jeżowe położony w Polsce, w województwie podkarpackim, w powiecie niżańskim, w gminie Jeżowe. 
Przysiółek wchodzi w skład sołectwa Jeżowe Podgórze.